# سقنقورهای زبان‌آبی
 سقنقورهای زبان آبی (نام علمی: Tiliqua) سرده‌ای از تیره سقنقور است که دارای بیشترین گونه در میان این تیره می‌باشد.

## نگارخانه

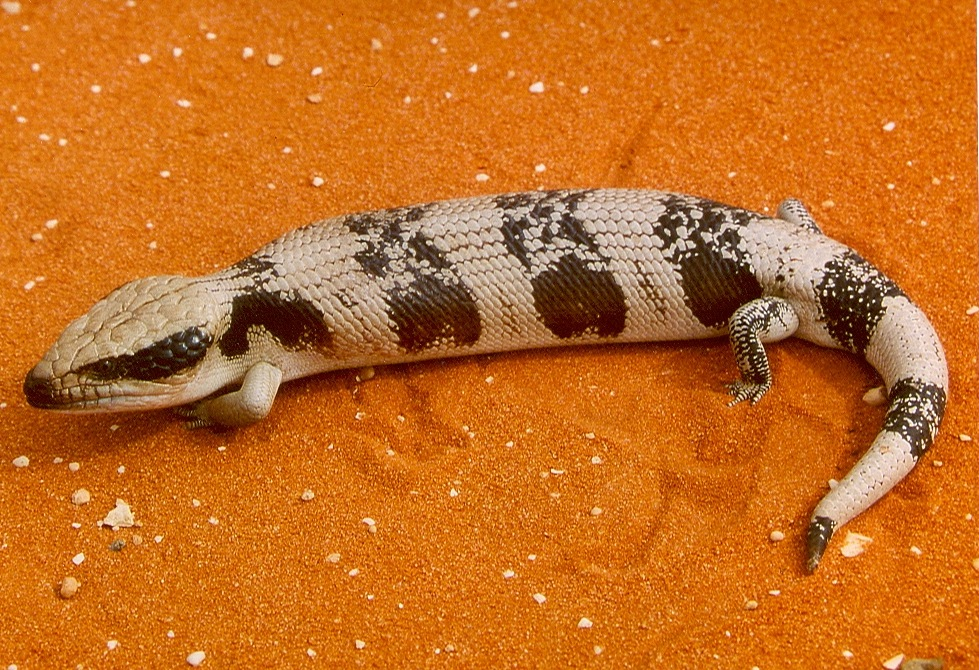
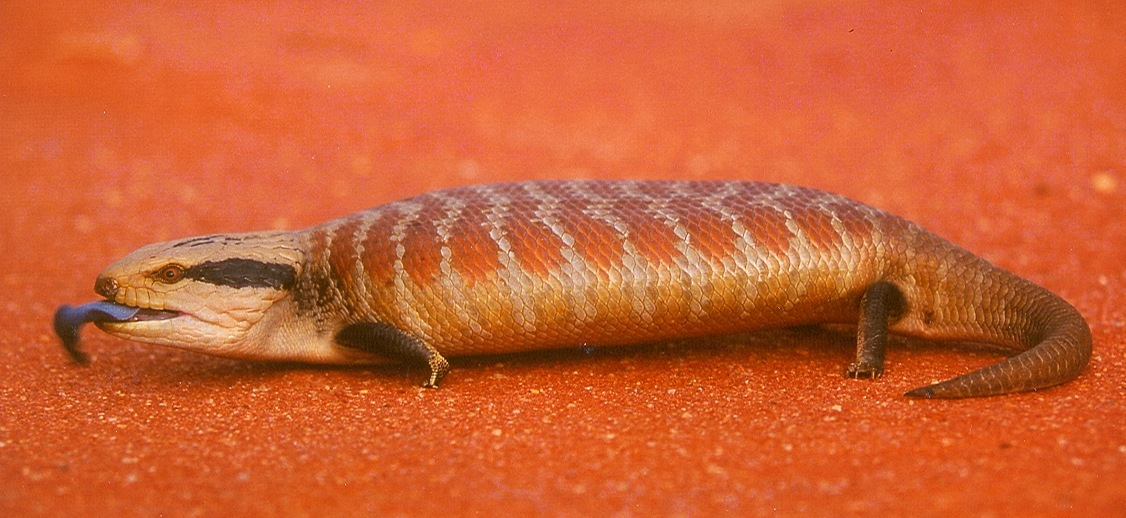
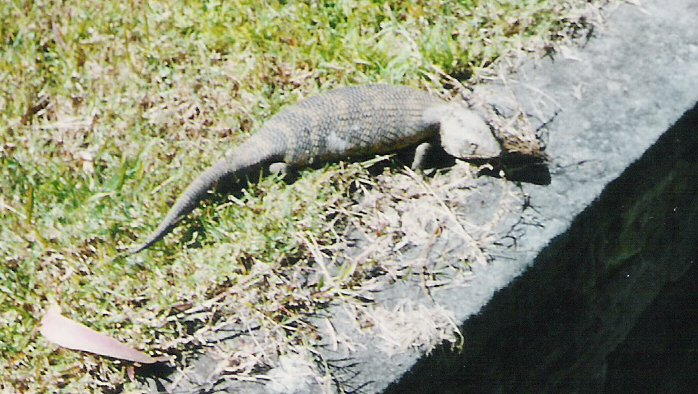
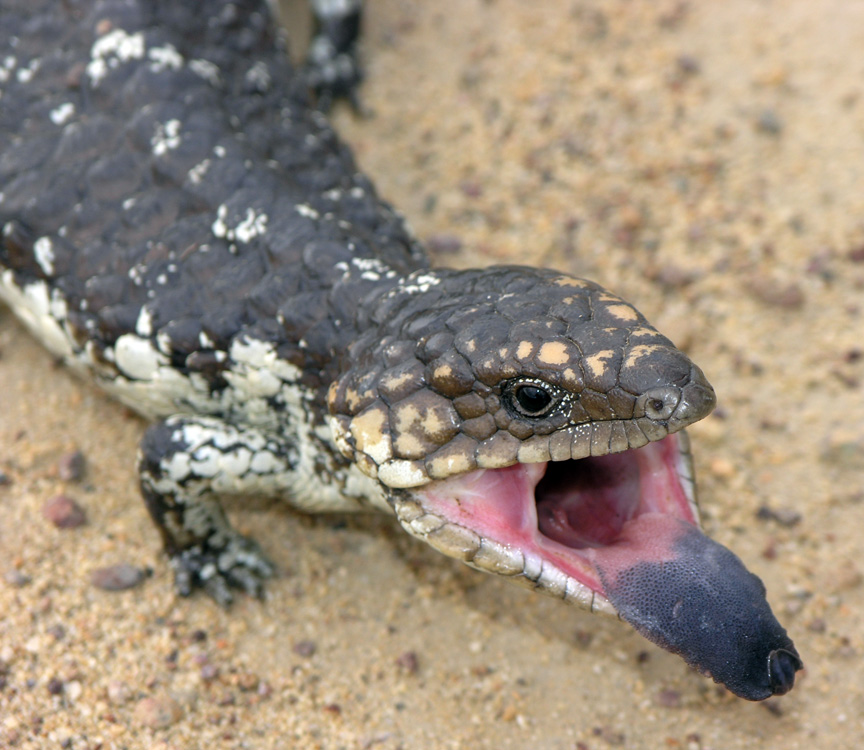
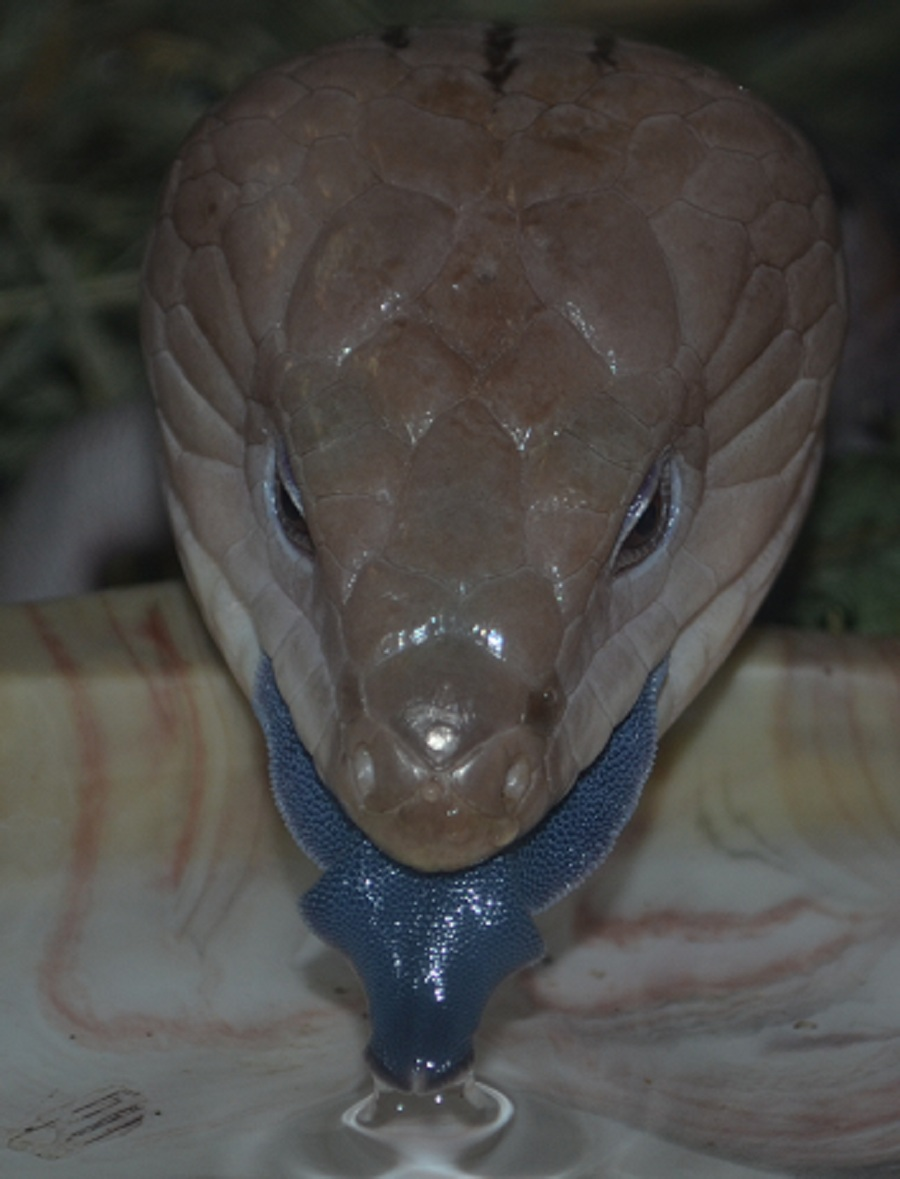